# Quick Look
Quick Look（クイックルック）は、macOSに搭載されている、ファイルを手早くプレビューし確認することのできる機能。 Mac OS X v10.5のFinderの機能の一部として、AppleのADC 2007で発表された。
なおWindows  OS用に作られた同様機能のサードパーティアプリケーションが存在する（QL-Win）。

## 概要
Mac OS X v10.4以前のFinderにおいてもアイコンプレビューは可能であったが、Quick Lookではファイルをアプリケーションで開くことなく、半透明なウィンドウにその内容をほぼ完全な形で表示することができる。また、Quick Lookの機能はFinderに限らず、メールやiChat、「開く／保存」ダイアログ、Spotlightでも利用が可能である。Quick Lookでは、テキストファイル、PDF、画像、動画、iWorkのPagesやNumbersのファイル、マイクロソフトのWord、Excel、Powerpointのファイルを含む、ほとんどのファイルをプレビューできる。
ファイルを選択してキーボードのスペースキーを押すことで、Quick Lookのウィンドウが開く（OS X Mountain Lionでは、トラックパッドを3本指でタップしても開ける）。またSpotlightでは、ファイルにカーソルを乗せると自動的にQuick Lookが表示される。

## 歴史
Quick Lookは、Mac OS X v10.5から搭載された。
Mac OS X v10.6から、「開く／保存」ダイアログでもQuick Lookが利用できるようになった。
Mac OS X Lionでは、対応するファイルの種類が増える、Spotlightでも利用できるようになる、他のアプリケーションに切り替えてもQuick Look ウィンドウが表示されたままになるといった大幅な改良が加えられた。